# プライメタルズ テクノロジーズ
プライメタルズテクノロジーズジャパン株式会社は、三菱日立製鉄機械とシーメンスの合弁により2000年に設立された企業。略称はPTJ
広島県広島市西区に本社・工場を有し、製鉄機械製造事業では世界4強の一角を占める。

## 沿革
2000年10月、三菱重工業と日立製作所のそれぞれの製鉄機械事業を統合し、「MHI日立製鉄機械株式会社」設立。世界首位の日立の冷間圧延設備と世界2位の菱重の熱間圧延設備を相互補完する形での統合となった。
2002年4月には「三菱日立製鉄機械株式会社」に社名変更。2004年4月にはアメリカ合衆国に現地法人「米国三菱日立製鉄機械株式会社」を設立した。2013年6月には、インドのムンバイに本拠地を置き、連続鋳造設備で同国市場占有率首位のコンキャスト社を買収。同年10月にはIHIの100%子会社であるIHIメタルテックの圧延機事業と事業統合するとともにIHIの出資を受け入れた。
2015年1月8日、独シーメンス社と製鉄プラント事業を統合しプライメタルズ  テクノロジーズ株式会社として新たに発足した。
2017年12月に本社を広島県広島市西区へ移転した。

## 主な製品
冷間・熱間圧延設備、酸洗設備、亜鉛めっき設備、制御機器など製鉄機械の製造を行う。前述の通りコンキャスト社の買収により、それまでは製鉄工程の中でも下流に当たる圧延工程の扱いが主であったが、中流に相当する連続鋳造設備にも進出した。

## 事業所
- 本社 - 〒733-8553 広島県広島市西区観音新町四丁目6-22（三菱重工業株式会社 広島製作所内）
- 東京事務所 -  〒108-0014 東京都港区芝五丁目34-6